# Тодоров, Владимир Петрович
Владимир Петрович Тодоров (22 июня 1936, Одесса — 19 февраля 2009, Одесса) — советский футболист, защитник, полузащитник. Тренер.

## Биография
В одесском «Пищевике» начал играть в 1955 году, придя из команды автосборочного завода. Со следующего года проходил службу в составе армейской команды Одессы. Играл в «Колгоспнике» Ровно. Приглашался в киевское «Динамо», но перешёл в харьковский «Авангард», за который в 1960—1962 годах в чемпионате СССР провёл 65 матчей, забил три гола. Играл в «Черноморце» (1963—1964), «Судостроителе» Николаев (1965), «Зените» Ижевск (1966—1967).
Был универсальным футболистом, тяготел к позиции атакующего полузащитника. Отличался дальним, сильным ударом с обеих ног. 20 октября 1963 в матче с «Карпатами» забил гол с 51 метра. Дважды после его ударов соперники, в которых попадал мяч, теряли сознание — Борис Казаков (ЦСКА) и Владимир Сальков («Шахтёр» Донецк).
В течение многих лет был детским футбольным тренером. Работал со специализированным классом, с подростками из детской комнаты милиции. Среди воспитанников — Игорь Соколовский, Анатолий Чистов, Александр Гущин.
Скончался 19 февраля 2009 в возрасте 72 лет.